# Mountain Park (Fulton County, Georgia)
Mountain Park is een plaats (city) in de Amerikaanse staat Georgia, en valt bestuurlijk gezien onder Cherokee County en Fulton County.

## Demografie
Bij de volkstelling in 2000 werd het aantal inwoners vastgesteld op 506.
In 2006 is het aantal inwoners door het United States Census Bureau geschat op 559, een stijging van 53 (10.5%).

## Geografie
Volgens het United States Census Bureau beslaat de plaats een oppervlakte van
1,4 km², waarvan 1,2 km² land en 0,2 km² water. Mountain Park ligt op ongeveer 325 m boven zeeniveau.

## Plaatsen in de nabije omgeving
De onderstaande figuur toont nabijgelegen plaatsen in een straal van 20 km rond Mountain Park.